# A Sea Cave Near Lisbon
A Sea Cave Near Lisbon je britský němý film z roku 1896, produkovaný Robertem W. Paulem (1869–1943). Film se těšil velké popularitě mezi diváky a byl vřele přijat kritiky. 
Natáčení proběhlo 13. září 1896 a film měl premiéru v divadle Alhambra 22. října 1896.

## Děj
Film zachycuje pohled na moře z jeskyně Boca do Inferno, která se nachází poblíž Lisabonu. Do jeskyně a okolních skal naráží mořské vlny.